# موش‌های آزمایشگاهی
موش‌های آزمایشگاهی (انگلیسی: Lab Rats) یک سریال کمدی موقعیت و علمی–تخیلی آمریکایی است که از تاریخ ۲۷ فوریه ۲۰۱۲ تا ۳ فوریه ۲۰۱۶ در دیزنی اکس‌دی و در ۴ فصل و ۸۹ قسمت به نمایش درآمد. بیلی اونگر، اسپنسر بولدمن، کلی برگلند، تیرل جکسون ویلیامز و هل اسپارکس از بازیگران اصلی این سریال هستند.

## داستان
داستان یک نوجوان به نام لئو را روایت می‌کند که زندگی عادی دارد، تا روزی که مادرش با یک مخترع میلیاردر به نام دونالد داونپورت ازدواج می‌کند، او به طور اتفاقی می‌فهمد در زیر خانه‌یشان یک آزمایشگاه وجود دارد که در آن پدرش برای نجات دنیا، سه نوجوان با قدرت‌های خارق‌العاده ایجاد کرده‌است.

## بازیگران
- بیلی اونگر در نقش چیس داونپورت: رهبر تیم، او از هوش خارق‌العاده بهره‌مند است و قادر است در هر زمان به یک پایگاه اطلاعاتی گسترده دسترسی پیدا کند. او می‌تواند در برنامه‌های اظطراری، با کنترل کامل بر بیونیکها، حرکات بدن و گفتگوی آن‌ها را کنترل کند. او همچنین دارای یک برنامه مغناطیسی است که به وی امکان کنترل اجسام مغناطیسی را می‌دهد. حواس او نیز بسیار قدرتمند است از جمله شنوایی بسیار حساس. او همچنین می‌تواند با کوچک کردن اجسام جامد، زمینه نیروهایی را ایجاد کند که می‌تواند به عنوان سلاح مورد استفاده قرار بگیرد.
- اسپنسر بولدمن در نقش آدام داونپورت: پیرترین و قدرتمندترین فرد تیم، او دارای قدرت فوق بشری است که او را تبدیل به یکی از قوی‌ترین مردان جهان کرده‌است. وی همچنین دارای بینایی لیزری است که می‌تواند پرتوهای گرمایی متمرکز و شدید ایجاد کند.
- کلی برگلند در نقش بری داونپورت: او می‌تواند با سرعت بیش از ۴۰۰ مایل بر ساعت حرکت کند، یک سیلکون صوتی ایجاد کند و از سطح بالا بپرد و به دیوار و سقف بچسبد. یکی از توانایی‌های پنهان او دستکاری صدا است، او می‌تواند هر صدایی را که حداقل یک بار شنیده‌است را کاملا تکرار کند.
- تیرل جکسون ویلیامز در نقش لئو دولی: او از قدرت خارق‌العاده برخوردار است و دارای بازوی بایونیک است که می‌تواند گوی لیزری پرتاب کند.
- هل اسپارکس در نقش دونالد داونپورت: مخترع میلیاردر که خالق تیم موش‌های آزمایشگاهی است.
- آنجل پارکر در نقش تاشا: مادر لئو و همسر دونالد، او گزارشگر تلویزیون است.
- میل فلاناگان در نقش پری: مدیر اصلی برنامه
- جرمی کنت جکسون در نقش داگلاس داونپورت: عموی ناتنی لئو و برادر کوچکتر دونالد.
- مدیسون پتیس در نقش ژانل: معشوقه لئو.

## تولید
در ۱۰ مه سال ۲۰۱۰، دیزنی ساخت سریال را تایید کرد، در سال ۲۰۱۲، فیلمبرداری آن در هالیوود آغاز شد. در ۱۸ مه ۲۰۱۲ فصل دوم، در ۲۶ ژوئیه ۲۰۱۳ فصل سوم و در ۹ مه ۲۰۱۴ ساخت فصل چهارم آن تمدید شد. در ۲۵ ژوئن ۲۰۱۵، کلی برگلند تایید کرد که فصل چهارم آن، فصل آخر سریال خواهد بود.

## دنباله
در تاریخ ۳ سپتامبر ۲۰۱۵، ساخت ادامه سریال تایید شد و اعلام شد که از بازیگران فقط بیلی اونگر و کلی برگلند در دنباله حضور خواهند داشت.
دنباله این سریال تحت عنوان موش‌های آزمایشگاهی: نیروی نخبگان در تاریخ ۲ مارس ۲۰۱۶ منتشر شد.

## جوایز
| سال  | جایزه                     | دسته‌بندی                                                      | نتیجه    |
| ---- | ------------------------- | ------------------------------------------------------------- | -------- |
| ۲۰۱۶ | جوایز برگزیده کودکان ۲۰۱۶ | محبوبترین سریال سال                                           | نامزدشده |
| ۲۰۱۶ | جوایز برگزیده کودکان ۲۰۱۶ | محبوبترین بازیگر مرد مجموعه تلویزیونی برای تیرل جکسون ویلیامز | نامزدشده |